# Pleuromeia
Pleuromeia é uma género exinto de árvore portadora de esporos, pertencente à ordem Pleuromeiales, classe Isoetopsida.

## Descrição
Era uma das formas mais comuns de plantas durante a recuperação da extinção Permo-Triássica.